# 德克·肯普索恩
德克·阿瑟·肯普索恩（英語：Dirk Arthur Kempthorne，1951年10月26日—），美国政治家，共和黨人。他出生於加利福尼亚州圣迭戈，曾擔任聯邦參議員（1993年-1999年）、爱达荷州州长（1999年-2006年）與美国内政部长（2006年至2009年）。